# 索恩河畔自由城
索恩河畔自由城（法語：Villefranche-sur-Saône，法語發音：[vilfʁɑ̃ʃ syʁ son] ⓘ），法国东部城市，奥弗涅-罗讷-阿尔卑斯大区罗讷省的一个市镇，也是该省的一个副省会，下辖索恩河畔自由城区，其市镇面积为9.48平方公里，2022年1月1日时人口数量为36224人，在法国城市中排名第205位。
索恩河畔自由城位于罗讷省北部，索恩河右岸，是法国历史区域博若莱的首府，现为一座区域性的中心城市，多条交通线经过此地。
索恩河畔自由城是罗讷省唯一的副省会城市，2015年，具有省级权力的里昂大都会成立，此举使得原罗讷省的一些省级单位或部门改迁至索恩河畔自由城，其中罗讷省政府也曾考虑将省会迁至该地，但因行政成本过高而放弃。

## 地名来源
“索恩河畔自由城”一名的前身为“博若莱地区自由城”（Villefranche-en-Beaujolais），出现于1260年，其中“自由城”意为“可以进行自由贸易的城市”，彼时，索恩河为重要的商业航道，而博若莱则是一块封建领土。

## 历史

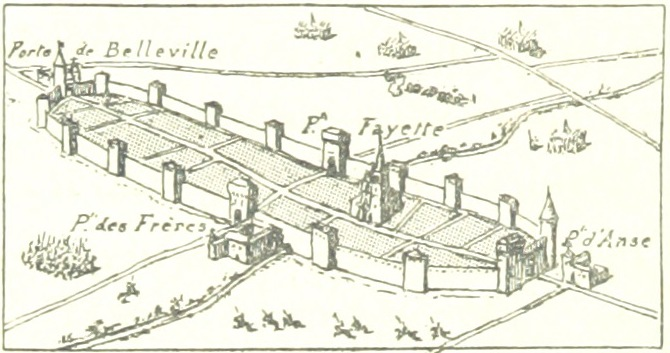
中世纪的索恩河畔自由城

索恩河畔自由城建于中世纪中期，公元11世纪中期，博若家族为了扩张其领地南部的影响力，在索恩河右岸多处兴建了城镇。1260年，索恩河为西欧重要的交通干线，为了促进当地的商业贸易，其中的一处城镇被开辟为“自由城”，即今索恩河畔自由城。随着商业的发展，索恩河畔自由城城市人口不断上升，1532年，索恩河畔自由城成为博若莱行省的首府，并一直持续到法国大革命结束。工业革命期间，巴黎－马赛铁路经过索恩河畔自由城，当地出现了多个食品加工厂。二战后，索恩河逐渐发展成为里昂北郊的一个卫星城。

## 地理

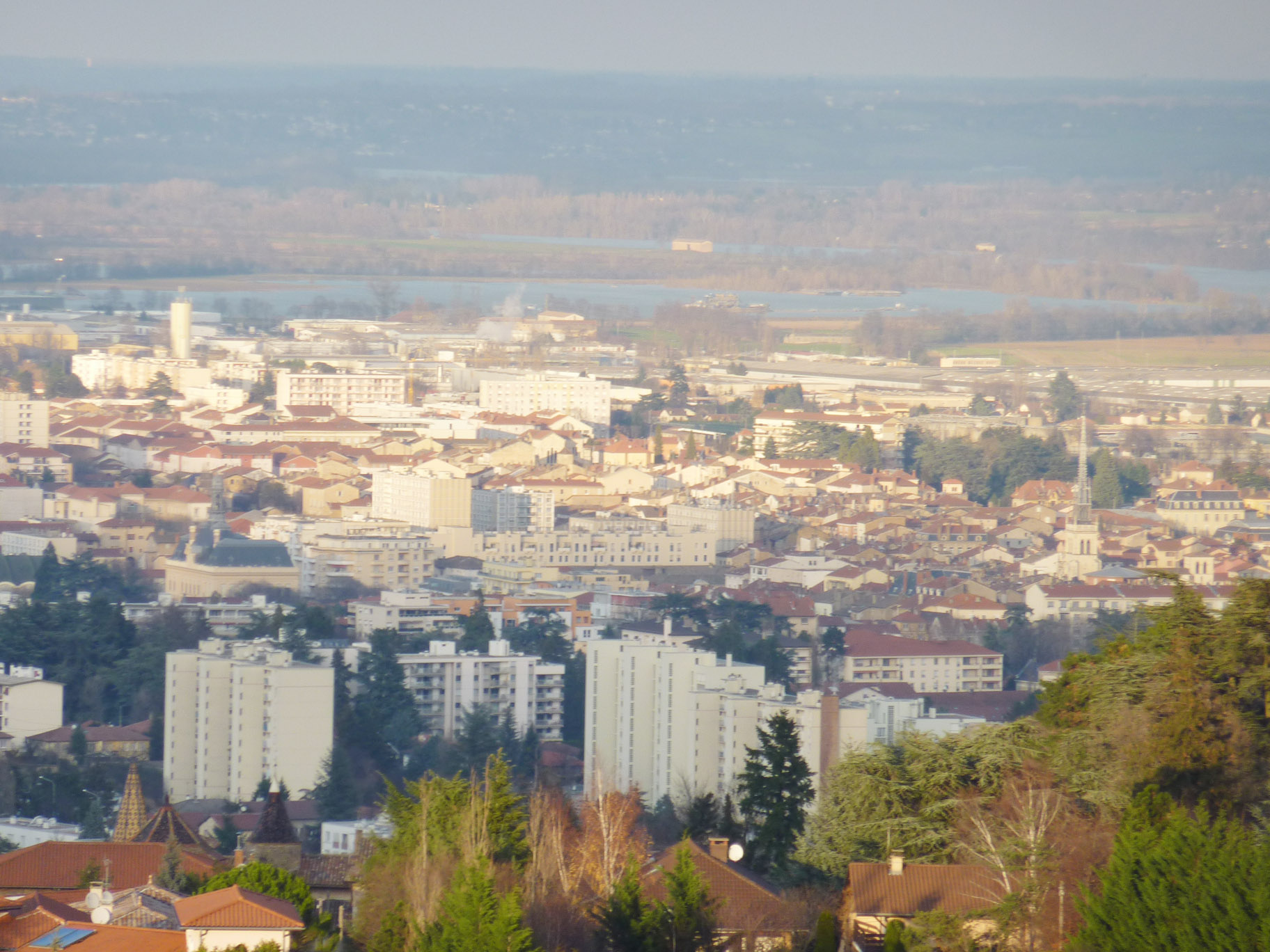
远眺索恩河畔自由城

索恩河畔自由城位于法国东部偏南，奥弗涅-罗讷-阿尔卑斯大区中北部和罗讷省北部，距离里昂大约34公里。与索恩河畔自由城接壤的市镇包括：博尔加尔、雅桑-里奥捷、昂斯、阿尔纳斯、格莱泽、利马。

### 地形
索恩河畔自由城位于法国中央高原东部边缘，境内以河流冲积平原及浅丘为主，地势平坦，全境海拔在167到220米之间。

### 地质
索恩河畔自由城境内多为冲积岩，其中西部地区为博若莱山前冲积带；东部地区为索恩河冲积平原。

### 水文
索恩河自北向南流经市区东部，平均宽度超过300米，属于法国五大河流之一的罗讷河水系。该河常年水量充足，索恩河畔自由城境内设有大型工业物流港口。

### 气候
索恩河畔自由城在柯本气候分类法中属于温带海洋性气候。
索恩河畔自由城西南部的列尔格境内设有气象站，以下为该气象站的数据（日照数据取自里昂）：
| 列尔格/里昂1981年－2019年 | 列尔格/里昂1981年－2019年 | 列尔格/里昂1981年－2019年 | 列尔格/里昂1981年－2019年 | 列尔格/里昂1981年－2019年 | 列尔格/里昂1981年－2019年 | 列尔格/里昂1981年－2019年 | 列尔格/里昂1981年－2019年 | 列尔格/里昂1981年－2019年 | 列尔格/里昂1981年－2019年 | 列尔格/里昂1981年－2019年 | 列尔格/里昂1981年－2019年 | 列尔格/里昂1981年－2019年 | 列尔格/里昂1981年－2019年 |
| 月份                      | 1月                       | 2月                       | 3月                       | 4月                       | 5月                       | 6月                       | 7月                       | 8月                       | 9月                       | 10月                      | 11月                      | 12月                      | 全年                      |
| ------------------------- | ------------------------- | ------------------------- | ------------------------- | ------------------------- | ------------------------- | ------------------------- | ------------------------- | ------------------------- | ------------------------- | ------------------------- | ------------------------- | ------------------------- | ------------------------- |
| 历史最高温 °C（°F）       | 19.3 (66.7)               | 18.4 (65.1)               | 25.2 (77.4)               | 28.6 (83.5)               | 33.4 (92.1)               | 37.6 (99.7)               | 38 (100)                  | 40 (104)                  | 33 (91)                   | 27.6 (81.7)               | 22.5 (72.5)               | 19 (66)                   | 40 (104)                  |
| 平均高温 °C（°F）         | 6.5 (43.7)                | 8.5 (47.3)                | 13.1 (55.6)               | 16.6 (61.9)               | 21.4 (70.5)               | 25 (77)                   | 27.2 (81.0)               | 26.9 (80.4)               | 21.8 (71.2)               | 16.9 (62.4)               | 10.4 (50.7)               | 6.6 (43.9)                | 16.7 (62.1)               |
| 日均气温 °C（°F）         | 3.3 (37.9)                | 4.6 (40.3)                | 8.1 (46.6)                | 11.3 (52.3)               | 15.8 (60.4)               | 19.1 (66.4)               | 21 (70)                   | 20.6 (69.1)               | 16.2 (61.2)               | 12.3 (54.1)               | 7 (45)                    | 3.7 (38.7)                | 11.9 (53.4)               |
| 平均低温 °C（°F）         | 0 (32)                    | 0.8 (33.4)                | 3.2 (37.8)                | 6.1 (43.0)                | 10.2 (50.4)               | 13.2 (55.8)               | 14.8 (58.6)               | 14.4 (57.9)               | 10.6 (51.1)               | 7.7 (45.9)                | 3.5 (38.3)                | 0.7 (33.3)                | 7.1 (44.8)                |
| 历史最低温 °C（°F）       | −12.2 (10.0)              | −13.9 (7.0)               | −11.6 (11.1)              | −5 (23)                   | −0.5 (31.1)               | 5.3 (41.5)                | 6.5 (43.7)                | 4.6 (40.3)                | 1 (34)                    | −5.2 (22.6)               | −9.3 (15.3)               | −12.3 (9.9)               | −13.9 (7.0)               |
| 平均降水量 mm（）         | 42.9 (1.69)               | 34.9 (1.37)               | 33.9 (1.33)               | 54.9 (2.16)               | 66.7 (2.63)               | 70.3 (2.77)               | 69.8 (2.75)               | 72.1 (2.84)               | 67 (2.6)                  | 83.4 (3.28)               | 80.5 (3.17)               | 45.6 (1.80)               | 722 (28.4)                |
| 月均日照時數              | 72.7                      | 99.3                      | 167.8                     | 182.6                     | 216.5                     | 251.5                     | 278.6                     | 246.9                     | 186                       | 123.5                     | 71.7                      | 50.4                      | 1,947.5                   |
| 来源：infoclimat          |                           |                           |                           |                           |                           |                           |                           |                           |                           |                           |                           |                           |                           |

## 行政区划
索恩河畔自由城是法国奥弗涅-罗讷-阿尔卑斯大区罗讷省的一个市镇，编号为69264，它也是罗讷省的一个副省会。索恩河畔自由城下辖索恩河畔自由城区，管理索恩河畔自由城县，同时也是自由城-博若莱-索恩河城市圈公共社区的办公驻地。
自2011年起，法国国家统计与经济研究所（简称）在进行数据统计时，将包括索恩河畔自由城在内的499个市镇统一划为里昂城市区。同时，还将索恩河畔自由城市镇分为了13个“块区”（IRIS），以便于统计人口分布情况。

## 交通

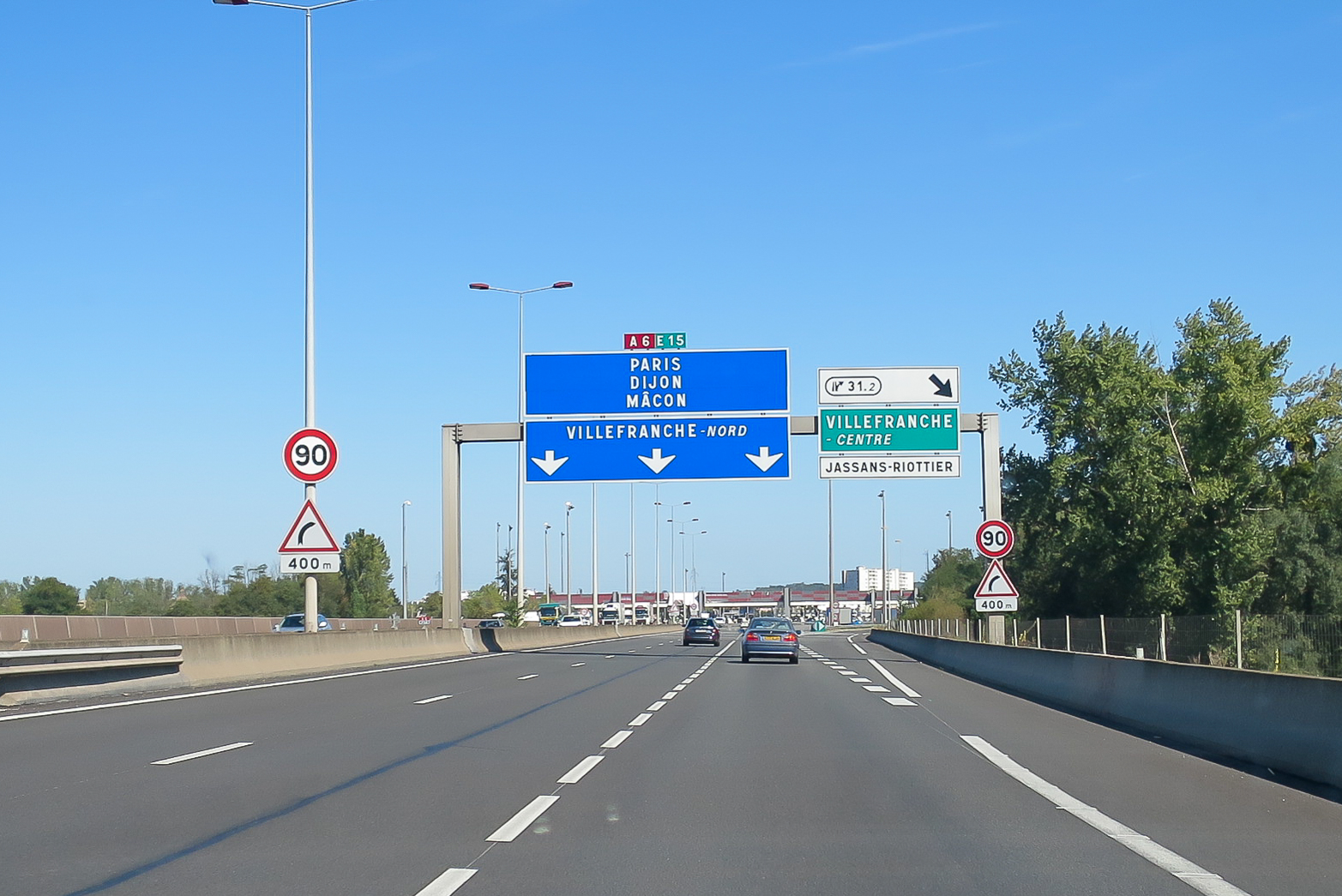
A6高速公路索恩河畔自由城出入口

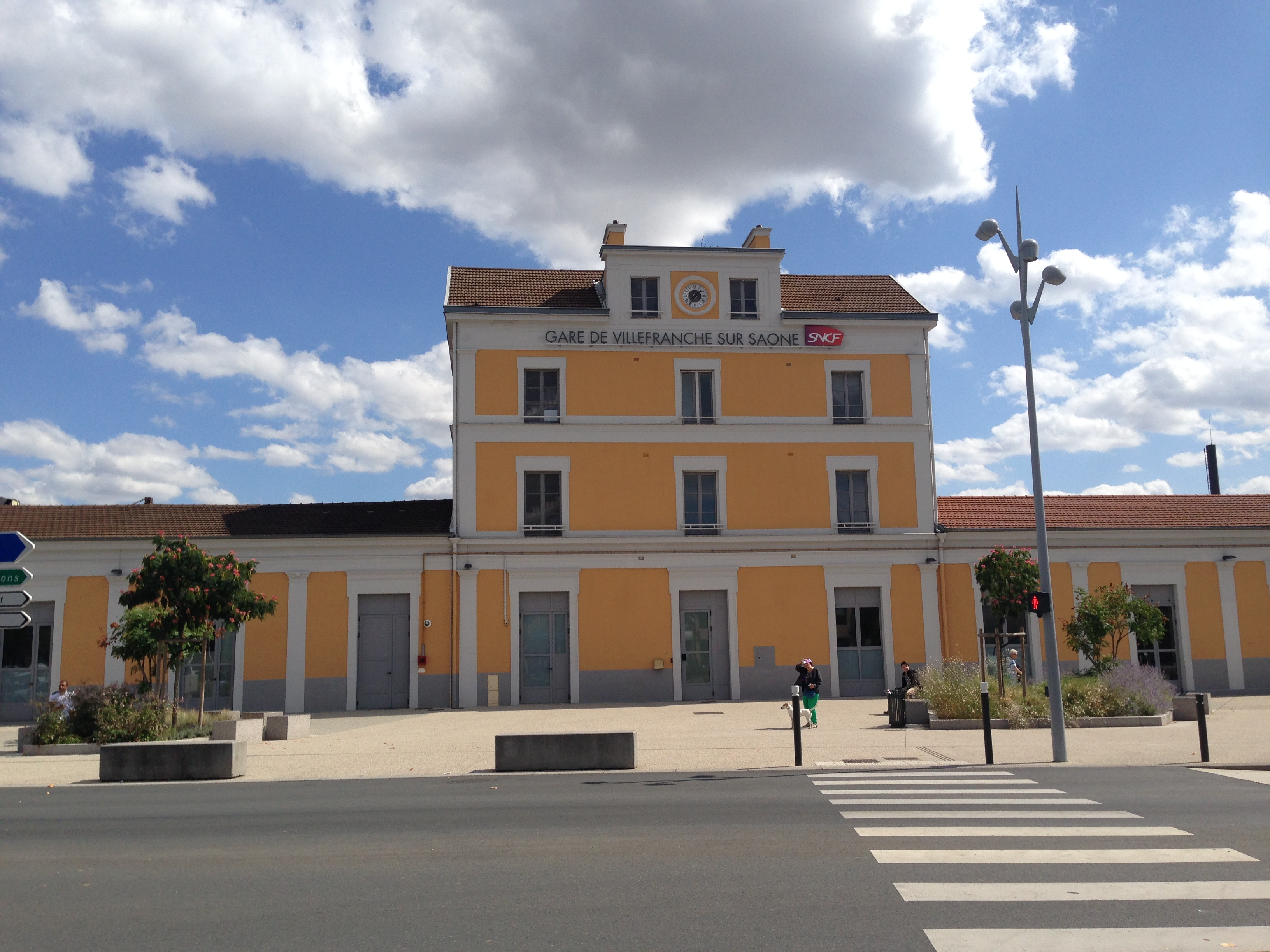
索恩河畔自由城火车站

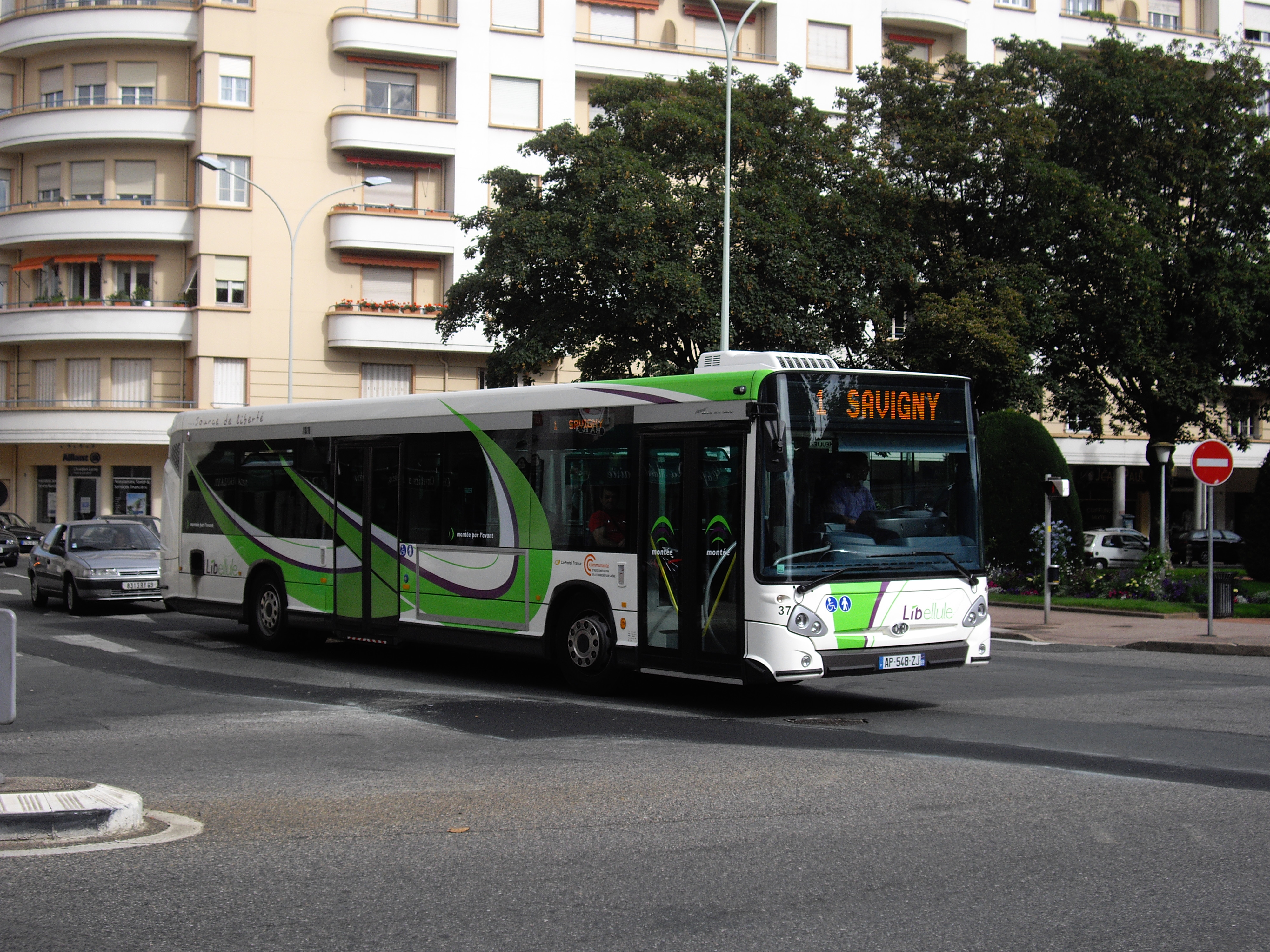
索恩河畔自由城的一辆公共汽车

### 公路
法国国家A6号高速公路途径索恩河畔自由城东部，并在市区南北两侧设有出入口；此外还有多条罗讷省省道在索恩河畔自由城境内交汇，有三座桥梁跨越了索恩河，连接东岸的安省。
奥弗涅-罗讷-阿尔卑斯大区城际客运提供前往马孔高铁站的城际班车，可联程中转前往巴黎的高速列车；罗讷省城际客运提供前往塔拉尔、锡夫里约达泽尔格等地的巴士线路；安省城际客运也提供前往布雷斯地区布尔格的班车，编号为119。
2015年，70.2%的索恩河畔自由城家庭拥有至少一辆的私人汽车。2016年，索恩河畔自由城境内共发生各类交通事故15起，造成2人遇难，23人受伤。

### 铁路
索恩河畔自由城位于巴黎－马赛铁路线上，索恩河畔自由城火车站停靠每天往返于巴黎和里昂之间的区域列车，沿途停靠桑斯、第戎、马孔等城市；同时该站还开行前往维埃纳的区域列车，途径里昂市区的三个车站（韦斯、佩拉什、让-马塞），已实现公交化运营。

### 航空
距离索恩河畔自由城最近的民用航空站为里昂圣埃克絮佩里机场，车程在约30分钟。

### 水运
索恩河水量常年充沛，是法国东部重要的内河航运通道，索恩河畔自由城港是一个大型的区域性工业港口，当地建有多个配套的物流园。

### 城市公共交通
是索恩河畔自由城城市公共交通的商业名称，由CarPostal-索恩河畔自由城负责运营，截至2020年4月，该线路网共包括各类公交线路共23条，覆盖了市区及周边的多个市镇。

## 政治

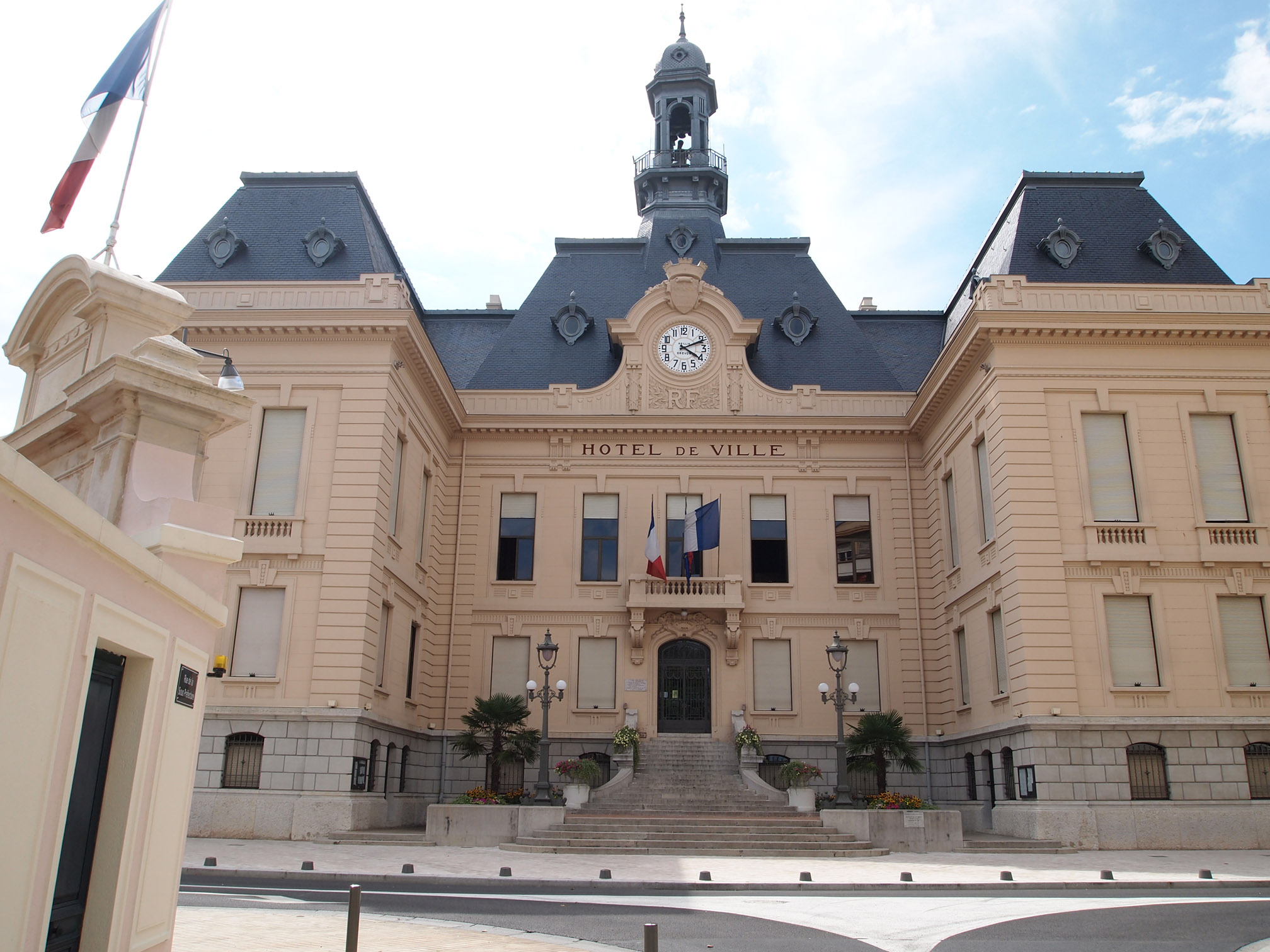
索恩河畔自由城市政厅

索恩河畔自由城的现任市长为托马·拉维耶（Thomas Ravier）先生，自2017年起担任，其前任贝尔纳·佩吕先生在2014年的市政选举中获得了39.72%的支持率。
在2017年的法国总统大选中，法国第25任总统埃马纽埃尔·马克龙在索恩河畔自由城获得了67%的支持率。
| 索恩河畔自由城历届市长 |                  |                           |
| 任期                   | 市长             | 党派                      |
| 1945年－1947年         | 克洛德·布里科    | 不详                      |
| 1947年－1958年         | 阿尔芒·舒费      | SFIO工人国际法国支部      |
| 1958年－1959年         | 爱德华·米里      | 不详                      |
| 1959年－1977年         | 夏尔·热尔曼      | CD法国民主中心            |
| 1977年－1989年         | 安德烈·普蒂苏    | PS社会党                  |
| 1989年－2008年         | 让-雅克·皮尼亚尔 | UDF法国民主联盟           |
| 2008年－2017年         | 贝尔纳·佩吕      | UMP人民运动联盟 →LR共和黨 |
| 2017年－               | 托马·拉维耶      | UDI民主人士和独立人士联盟 |

## 人口
2017年，索恩河畔自由城市镇人口数量为36,857，在法国排名第205位。其中男性17,887人，女性19,379人，75岁及以上人口占7.4%，外籍人口数量为4,305人，人口密度为3,888人/平方公里，当地居民被称为（男性）或（女性）。2018年，索恩河畔自由城境内出生574人，死亡人口307人。
| 年份   | 1936   | 1946   | 1954   | 1962   | 1968   | 1975   | 1982   | 1990   | 1999   | 2006   | 2011   | 2016   | 2017   |
| ------ | ------ | ------ | ------ | ------ | ------ | ------ | ------ | ------ | ------ | ------ | ------ | ------ | ------ |
| 人口數 | 18,871 | 20,017 | 21,703 | 24,516 | 26,338 | 30,341 | 28,881 | 29,542 | 30,647 | 34,188 | 35,640 | 37,266 | 36,857 |

## 经济
索恩河畔自由城是一个区域性的中心城市，当地共有各类用人单位5,460家，其中97.31%为中小型企业，平均历史为15年，物流、医疗及社会服务是当地的主要就业岗位类型。

## 财政收入

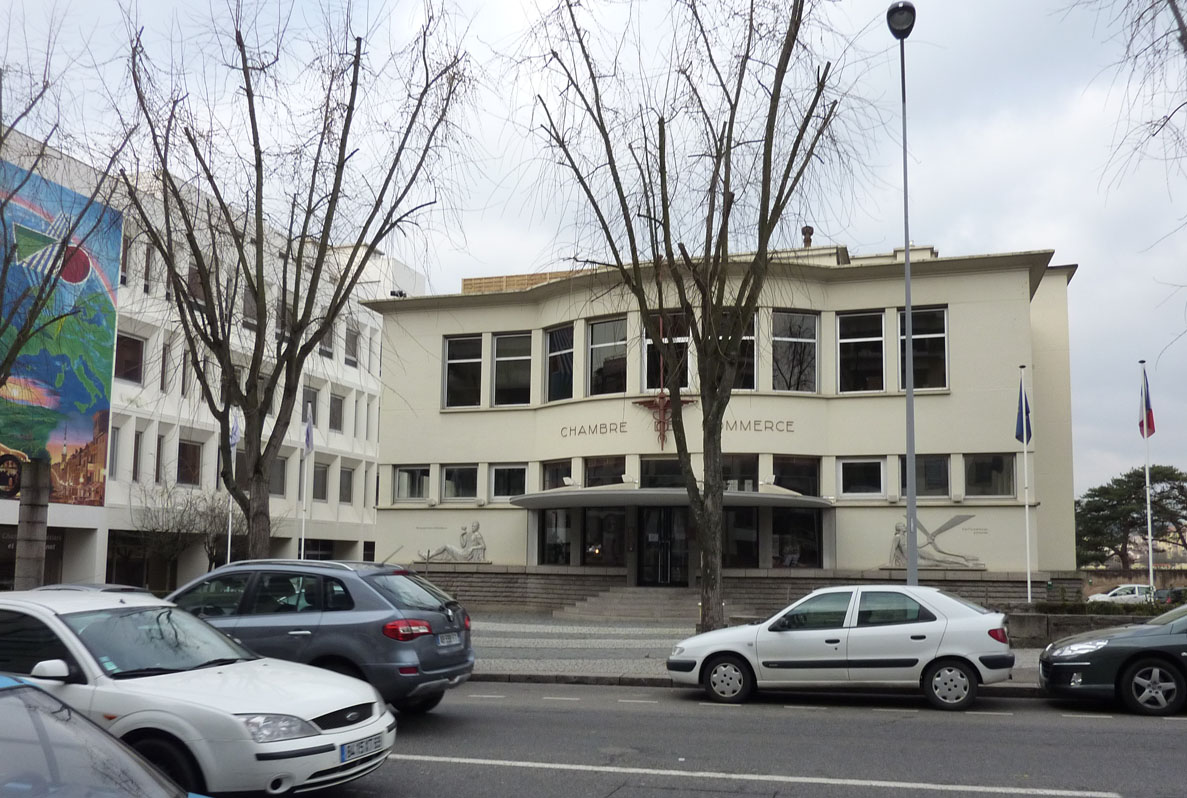
自由城-博若莱工商会

2018年，索恩河畔自由城的财政收入总额为50,096,200欧元，财政支出总额为45,140,700欧元，当年的债务总额为7,996,120欧元。
2014年，索恩河畔自由城的人均收入总额为2,445欧元，其中高职人员为3,852欧元，普通职员为1,824欧元。
2016年，索恩河畔自由城境内的青壮年（15至64岁）失业率为18%，当地38.1%的家庭拥有纳税资格。

## 社会事务

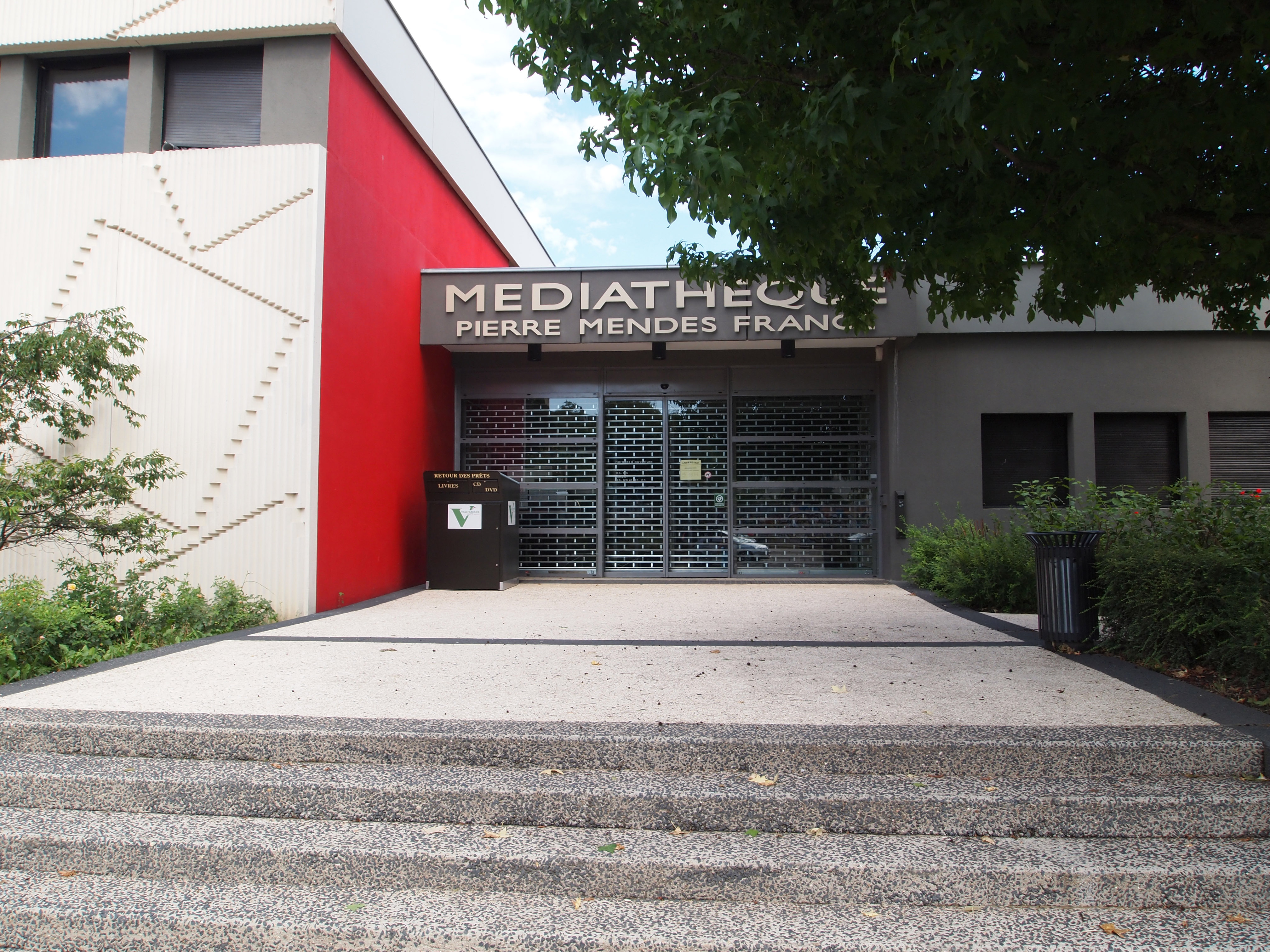
皮埃尔·孟戴斯-弗朗斯多媒体中心

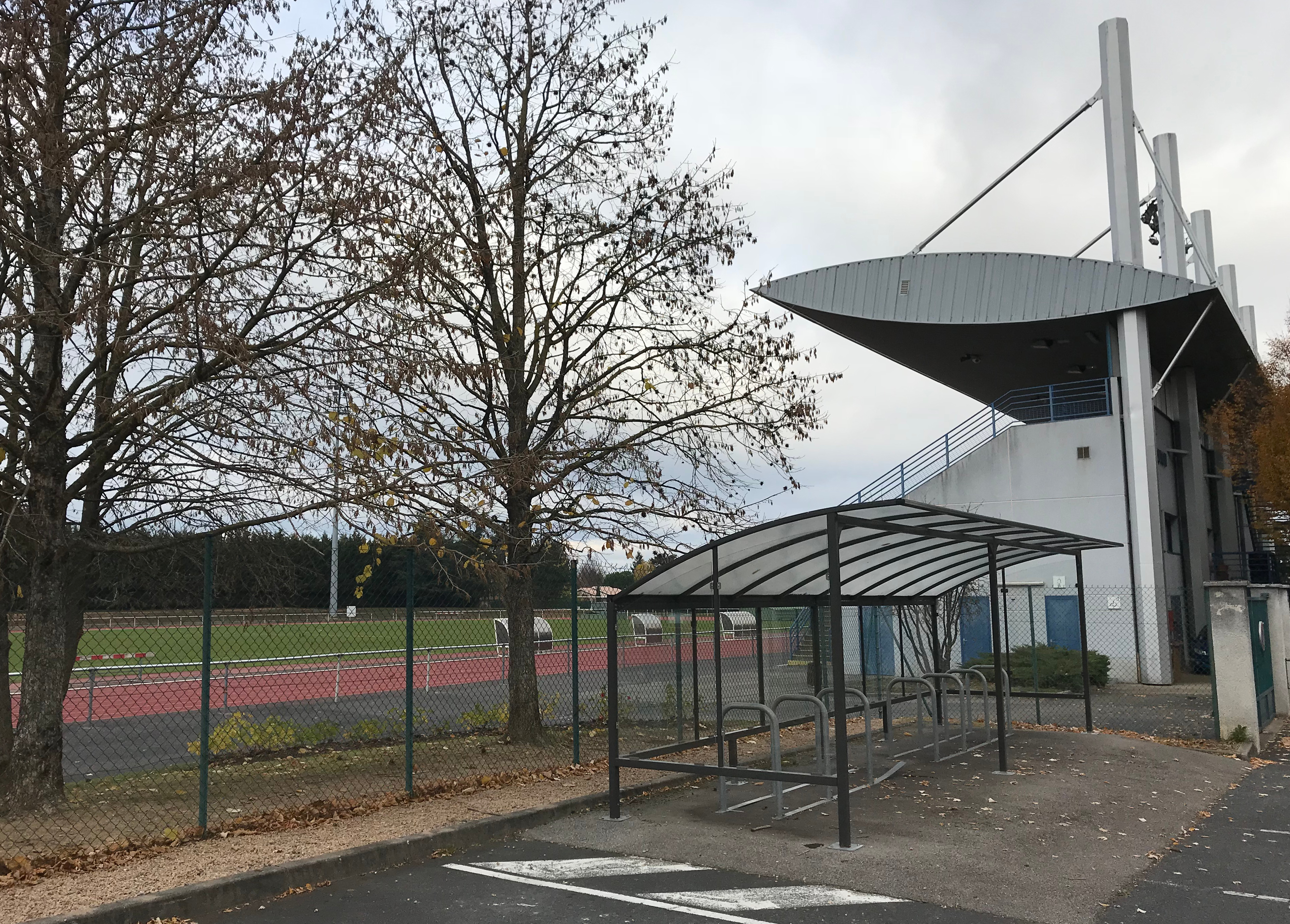
索恩河畔自由城体育场

### 教育
索恩河畔自由城属于里昂学区。截止2018年1月1日，索恩河畔自由城境内共有7所幼儿园、16所小学、4所初级中学、4所普通高中和2所职业高中。 2018至2019学年度，索恩河畔自由城境内共有学生5,976名。

### 医疗
截止2017年1月1日，索恩河畔自由城境内共有全科医生35名、保健师45名、牙医29名、护士57名、耳科医生4名、眼科医生4名、皮肤科医生6名、助产士5名、儿科医生4名和妇科医生4名。境内共有药房12家，养老院6家，残疾人帮扶中心7家。
西北医院是罗讷省西北部公共医疗机构系统的统称，其主病区位于索恩河畔自由城市区以西的格莱泽境内，是当地规模最大的公立综合性医院。

### 住房
2015年，索恩河畔自由城境内共有各类住房18,869套，其中88.6%为常住房屋。市区西南部分布有集中式居民区。

### 商业
2017年，索恩河畔自由城境内共有各类商铺2,785家，其中餐饮服务类1,282家。该地的主要开放式商业街区位于市区东部，高速公路东侧。

### 体育
2017年，索恩河畔自由城境内共有2家游泳池、11间健身房、2座综合体育场、10处网球场、8处足球或橄榄球场以及3处篮球或排球场。
自由城-博若莱足球俱乐部是当地的一支足球队，成立于1927年，曾参加过1983-1984赛季法国足球乙级联赛，2018年起参加法国足球丙级联赛。
索恩河畔自由城还有一支橄榄球队，2019至2020赛季参加法国橄榄球丙级联赛。

### 环境
索恩河畔自由城的环境事务由其所属的公共社区负责。2017年，索恩河畔自由城境内共有8家污染企业。

### 治安
2014年，索恩河畔自由城及附近地区共发生各类案件3,626起，其中盗窃类案件2,081起，经济类案件404起，毒品交易类案件248起。

## 文化

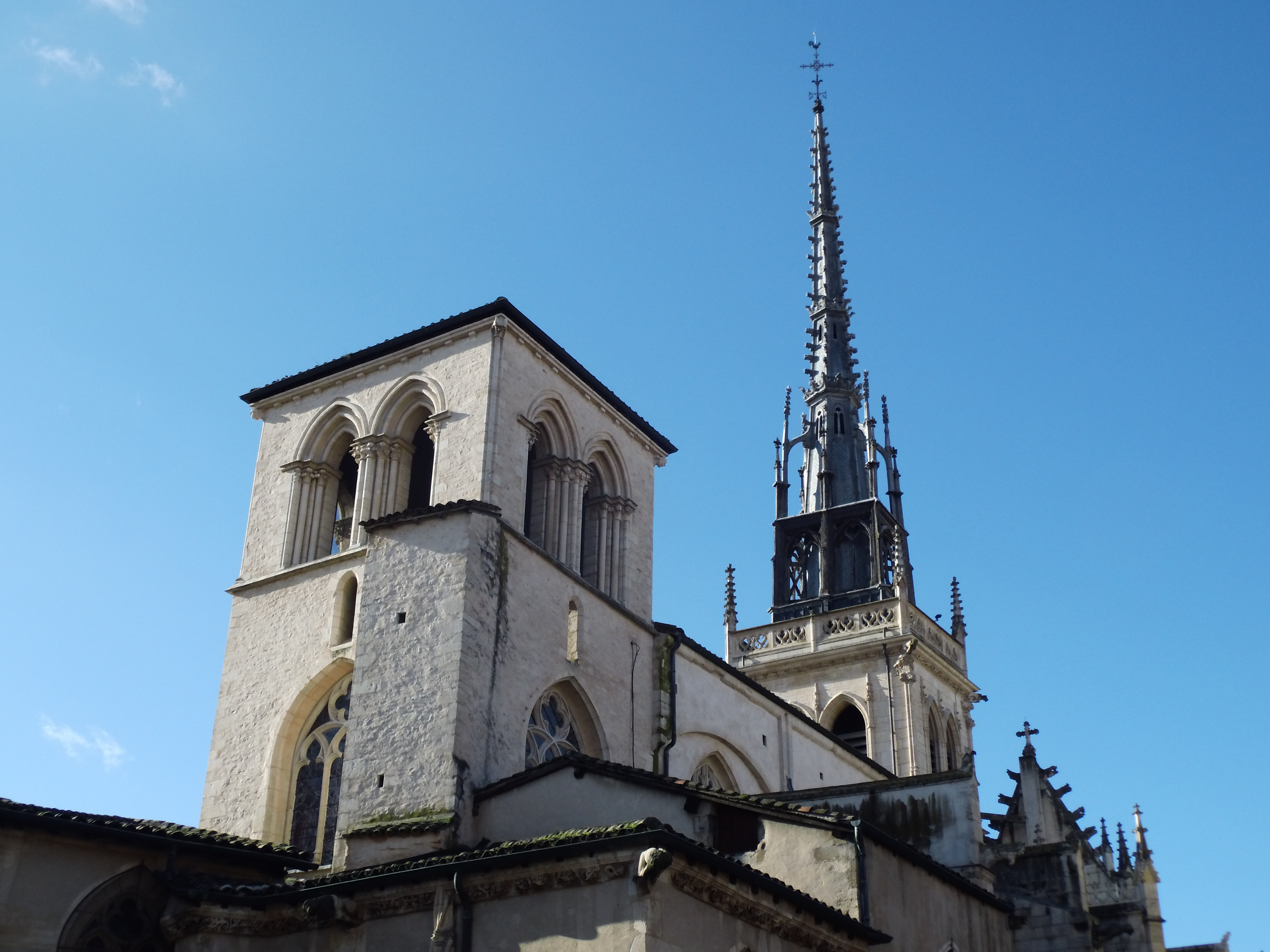
索恩河畔自由城马赖圣母大教堂

2017年，索恩河畔自由城境内共有1个剧场、3个电影院、1个博物馆和1个音乐厅。

### 建筑
索恩河畔自由城境内有多处法国国家文物保护单位，其中索恩河畔自由城马赖圣母大教堂是当地的代表性建筑物，亦是法国首批文物保护单位。

### 旅游
2018年，索恩河畔自由城境内共有9个宾馆共计389间房间，另有1个露营地，可容纳共128辆露营车。

### 媒体
法国主要的媒体均可在索恩河畔自由城接收，法国电视三台下属的奥弗涅-罗讷-阿尔卑斯大区频道在部分时段播出索恩河畔自由城所属区域的地方新闻。

## 相关人物

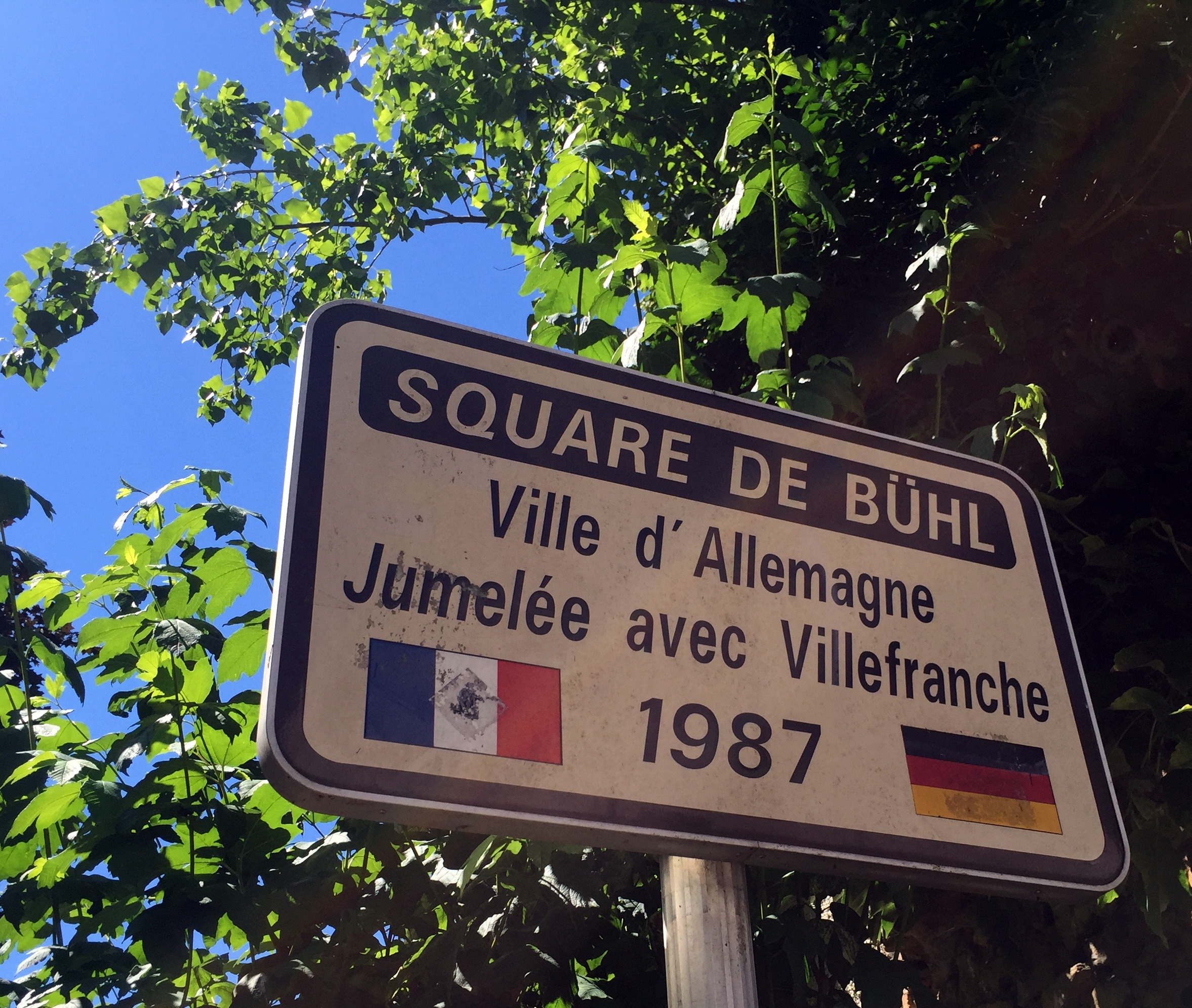
以比尔命名的街道

### 葡萄酒
博若莱是法国的一个重要葡萄酒品牌，广义上属于勃艮第产区，索恩河畔自由城位于该产区南部，附近分布有薄酒萊葡萄酒庄园，“博若莱”已被列入法国原产地名称保护名单。

## 友好城市
截至2020年4月，索恩河畔自由城共与五座城市互为友好城市关系：
- 德国 比尔
- 德国 施科伊迪茨
- 摩尔多瓦 克勒拉希
- 康迪
- 義大利 贝尔蒂诺罗